# رامبوکانا
رامبوکانا (به لاتین: Rambukkana) یک منطقهٔ مسکونی در سری‌لانکا است که در استان ساباراگامووا واقع شده‌است.